# Semiothisa balteata
Semiothisa balteata är en fjärilsart som beskrevs av Saalmüller 1891. Semiothisa balteata ingår i släktet Semiothisa och familjen mätare. Inga underarter finns listade i Catalogue of Life.